# トレチェント
トレチェント(Trecento)とは、14世紀のイタリアにおける文化・芸術面での時代区分をいう。総括的にはルネッサンス期の開始と捉えられるが、まだゴシックの形態を残している分野あるいは地域が多く見られ、過渡期と捉える事も出来る。
- 絵画

ジョット・ディ・ボンドーネ、シモーネ・マルティーニ
- 文学

ダンテ、ペトラルカ、ボッカチオ
- 音楽

フランスのアルス・ノーヴァの影響を受け、イタリアで初めて多声音楽（ポリフォニー音楽）が開始された。このアルス・ノーヴァとも異なる固有の音楽文化を「トレチェント音楽」といい、音楽史の独立した一項目として扱われる。この音楽はイタリア北部を中心に ミラノ、パヴィア、フィレンツェ、パドヴァ、ボローニャ、ローマ等で活動が活発であった。また歌詞の題材として、ペトラルカの詩からの影響も大きかった。
代表的な作曲者として フランチェスコ・ランディーニ が挙げられる。
また、ナポリや後年のミラノなど、フランスの影響を受けやすい地域ではアルス・スブティリオルの音楽が流入していた。
- トレチェント音楽の詳細は　⇒　トレチェント音楽を参照